# Собачий зуб справжній
Собачий зуб справжній, еритроній собачий зуб (Erythronium dens-canis) — рідкісна багаторічна трав'яниста і цибулинна рослина з родини лілієвих.

## Загальна характеристика
Собачий зуб справжній розмножується як вегетативним шляхом (цибулинами), так і генеративним (насіння).
Цвіте в березні — квітні, квітка цвіте 3–5 днів. Квіти спочатку пониклі, а пізніше пелюсточки оцвітини загинаються догори.

## Походження назви

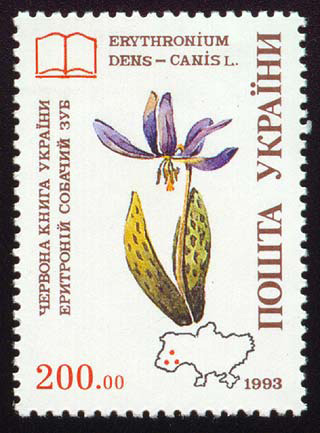
Поштова марка із серії Червона книга України

Наукова назва роді походить від грецького слова, яке в перекладі означає «червоний», що пов'язане з кольором квітів деяких видів цього роду. Цікаво, що видову назву дали рослині за оригінальну форму цибулини, яка зовнішнім виглядом і забарвленням нагадує зуб собаки.

## Поширення
Побачити її можна майже всюди у Європі, окрім північних регіонів. В Україні трапляється в Карпатах і на Прикарпатті, нещодавно виявили нові місця її поширення в Житомирській області, Романівському районі (див. Заказник «Собачий Зуб»).
Росте на Розточчі — Опіллі в широколистяних лісах, заростях чагарників, зрідка на луках.
Раніше, коли передгір'я Карпат ще були вкриті дубовими лісами, ця рослина займала більші площі. Сьогодні є відомі лише 10–12 острівців, де вона зростає, тому цей вид занесений до Червоної книги України.

## Охорона
Занесена до Червоної книги України.
Зазнає винищення через свої декоративні якості. Потребує повсюдно суворої охорони.